# Szkoła Virginii
Szkoła Virginii (ang. Virginia School of political economy) – jedna ze szkół ekonomicznej analizy prawa.
Punktem wyjścia jej zwolenników jest teoria wyboru publicznego. Kierunek ten zajmuje się badaniem oddziaływania ekonomii na prawo oraz wpływem prawa na gospodarkę. Bada on współzależności występujące między ośrodkami władzy w państwie, a sytuacją gospodarczą wskazując, że elementy te są od siebie współzależne.
Ośrodkiem szkoły jest The Center for Study of Public Choice w George Mason University.

## Prekursorzy
Autorami tego kierunku są James M. Buchanan i Gordon Tullock. W pracy pod tytułem „Rachunek zgody” (Calculus of Consent) z 1962 r. zawarli oni podstawowe założenia ekonomii konstytucyjnej, będące podstawą koncepcji szkoły Virginii. W publikacji tej definiują oni, jakie powinno być państwo, oraz jakie instytucje polityczne powinno wybrać społeczeństwo, aby sprzyjały one realizacji indywidualnych interesów obywateli.

## Główne założenia szkoły
Szkoła ta zajmuje się badaniem gospodarki i polityki państwa, efektywności biurokracji i rządu, władzy ustawodawczej i sądownictwa.
Kierunek ten przeciwstawia prezentowane przez inne szkoły Law and Economics podejście pozytywne i normatywne. Zakłada pozytywne podejście w tworzeniu teorii wyboru publicznego. Najważniejszą częścią prezentowanej przez szkołę teorii wyboru publicznego jest ekonomia konstytucyjna, badająca sytuację polityczno-gospodarczą w państwie.
Szkoła Virginii określa teorię kontraktu konstytucyjnego, która wyróżnia istnienie dwóch rodzajów decyzji politycznych: bieżących, podejmowanych większością głosów i destabilizujących sytuację gospodarczą oraz decyzji z zakresu polityki konstytucyjnej, które określają granice dla decyzji bieżących, w których przypadku jest potrzebny konsensus.
Szkoła ta zajmuje się badaniem procesu powstawania grup interesu. Grupy te podejmują swoje działania wtedy, kiedy oczekują, że korzyści ze zmiany reguł, które można osiągnąć metodami politycznymi, przewyższą koszty inwestycji w organizację zbiorowego działania. J. Buchanan i G. Tullock twierdzą, że głównym celem funkcjonowania tych grup jest zmniejszenie kosztów transakcyjnych prowadzenia wymiany na rynku politycznym. Grupy interesu zmierzają do transferu dochodu. Przyczynia się to do zmian instytucjonalnych bez udziału państwa. Kiedy koszty przetargów okażą się zbyt wysokie dla grup interesu, w sytuacji gdy jednocześnie dyskryminowane są inne grupy społeczne, dochodzi do zmiany niesprawiedliwego ustawodawstwa dla wszystkich grup.
Głównym przedmiotem badań szkoły Virginii jest zjawisko niesprawności państwa (government failure). Głosi ona tezę o roli państwa jako narzędzia wykorzystywanego przez jednostki, które zwiększa swoją użyteczność i prowadzi do redystrybucji dochodu na swoją rzecz. Koncepcja ta zakłada, że nie wszyscy odbiorcy rynku politycznego dysponują pełną informacją o istniejących uwarunkowaniach, a ich zachowania nie zawsze cechuje racjonalność, uznaje również, że równowaga nie zawsze ma charakter trwały.
Zgodnie z poglądami autorów szkoły, zachowanie funkcjonariuszy państwa można wyjaśnić, przyjmując założenie, że starają się oni maksymalizować swoje prywatne funkcje celu.